# Adonias Filho
Adonias Aguiar Filho (Itajuípe, 27 de novembro de 1915 — Ilhéus, 2 de agosto de 1990) foi um integralista, jornalista, crítico literário, ensaísta e romancista brasileiro da terceira fase do Modernismo, membro da Academia Brasileira de Letras.
Era considerado o principal crítico literário do Brasil em sua época. Cyro de Mattos considerou seu legado romancístico como “uma das perpendiculares de nossa literatura”, e Almeida Fischer incluiu seus romances entre os maiores da língua portuguesa de todos os tempos. É usualmente considerado o “Dostoiévski brasileiro”.
Seus romances foram traduzidos para o inglês, o alemão, o espanhol, o francês, o japonês e o eslovaco. Teve uma novela e três romances adaptados para o cinema.

## Vida
Nasceu em 27 de novembro de 1915, filho de Adonias Aguiar e de Rachel Bastos de Aguiar, na Fazenda São João, em Itajuípe, antigo Pirangi, vila que pertencia ao município de Ilhéus, no sul da Bahia. Passou parte da infância na fazenda do pai e, na época de frequentar a escola, mudou-se com a família para Ilhéus. Cursou o ensino primário no Ateneu Fernando Caldas. Era aluno pouco aplicado, e frequentemente trocava as aulas pelas praias. Passava as férias e os finais de semana na fazenda do pai, em contato com os trabalhadores rurais e as histórias narradas pela gente simples das plantações de cacau. Matriculou-se em 1928 no internato do Ginásio Ipiranga, em Salvador, para o curso secundário, sendo contemporâneo de Jorge Amado. Um ano depois, interrompeu os estudos e voltou à Fazenda São João. Durante esse tempo, leu Camilo Castelo Branco, Joaquim Manuel de Macedo e José de Alencar e estreitou suas relações com os trabalhadores da terra, enfronhando-se na vida rural.
Aos 15 anos regressou ao Ginásio Ipiranga, em Salvador. No ginásio, participou de conferências, escreveu e publicou artigos no jornalzinho do colégio, fez crônicas e contos e leu, aproveitando a biblioteca, as principais obras de Raul Pompeia, Machado de Assis, Euclides da Cunha, Olavo Bilac e Cruz e Sousa, e entre os estrangeiros, Balzac e Alexandre Dumas. Concluiu o curso secundário em 1934. Em seguida, começou a escrever seu primeiro romance, Cachaça, que viria a destruir. Participou da Ação Integralista Brasileira. Viajou por toda a Bahia e por outros Estados do Brasil, ampliando muito suas leituras, até fixar-se, em 1936, no Rio de Janeiro, onde tornou-se amigo, nos círculos católicos, de expoentes literários como Tasso da Silveira, Andrade Muricy, Cornélio Penna, Lúcio Cardoso, Octavio de Faria e Rachel de Queiroz.
No Rio, retomou a carreira jornalística. Colaborou com o jornal Correio da Manhã e atuou como crítico literário no jornal A Manhã, recém-fundado por Cassiano Ricardo, em 1937. No mesmo ano, publicou o livro Renascimento do Homem, baseado na doutrina integralista. Em 1938 colabora em O Jornal, dos Diários Associados, e traduz O Pântano do Diabo, de George Sand, e A Família Bronte, de Robert de Traz. Ao mesmo tempo, trabalha na tradução de três romances de Jacob Wassermann: Galovin, Gaspar Hauser e O Processo Maurizius, em colaboração com Octavio de Faria. Começa então a escrever Os Servos do Morte, que encerraria em 1943. Entre 1939 e 1940, atua como crítico literário nos Cadernos da Hora Presente, revista integralista fundada por Tasso da Silveira. Em 1944, fundou a Editora Ocidente, que durou pouco. Lançando As Metamorfoses, de Murilo Mendes, Adonias planejava publicar outros trabalhos, incluindo as obras completas de William Faulkner. Nos anos de 1944 e 1945, em São Paulo, colaborou também com O Estado de S. Paulo e Folha da Manhã.[carece de fontes?] Aceitando o convite do Coronel Leoni Machado, passou a dirigir a editora A Noite, onde permaneceria até 1949.
Casa-se com Rosa Galeano em 1945. Em 1948, nasce a filha Raquel, e dois anos depois o filho, Adonias Neto.

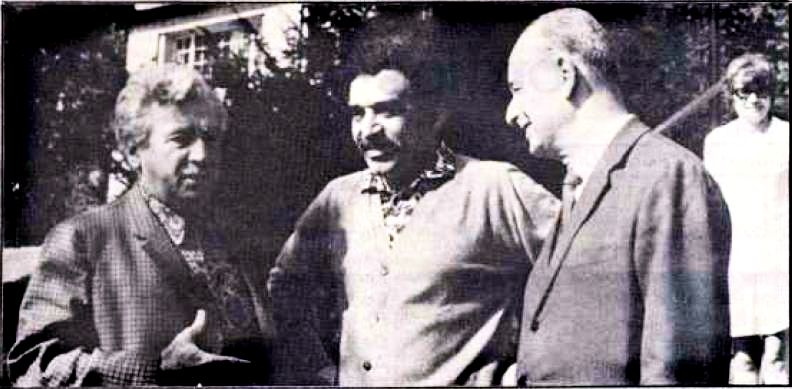
Adonias Filho (à direita) com os colegas Gabriel García Márquez (ao centro), e Jorge Amado (à esquerda).

Estreia como romancista em 1946, publicando Os Servos da Morte, pela Editora José Olympio. Em 1950, candidata-se a deputado federal pela União Democrática Nacional. Sobre isso, Carlos Antônio de Azeredo Filho escreveu, no Diário da Manhã: “Quanto ao romancista Adonias Filho, não abandonou o Integralismo. [...] Há anos fora da Bahia, voltado mais para as coisas do espírito, aceitou um lugar que a UDN lhe ofereceu em sua chapa à deputação federal pelo seu Estado natal, sem prejuízo dos seus velhos compromissos com o movimento integralista, ao qual ficou ligado para sempre desde a adolescência”. Não sendo eleito, aproveitou a estada na Bahia para concluir seu romance Memórias de Lázaro, segundo da trilogia iniciada por Os Servos da Morte, e publicado em 1952 pelas Edições O Cruzeiro.
  

Foi diretor do Serviço Nacional de Teatro de 1954 a 1956, exceto por oito meses em que dirigiu o Instituto Nacional do Livro, e diretor da Biblioteca Nacional entre 1961 e 1971. Ainda como diretor, trabalhou na Agência Nacional do Ministério da Justiça. Colaborou no Jornal de Letras (1955 a 1960) e no Diário de Notícias (1958 a 1960).[carece de fontes?] Publica, em 1962, pela Editora Civilização Brasileira o terceiro romance de sua trilogia, Corpo Vivo, escrito desde 1954, sucesso de crítica, que despertou os primeiros estudos sobre sua obra. Havia escrito-o antes de Memórias de Lázaro, mas queimou os primeiros originais, achando-os muito influenciados por Os Servos da Morte.

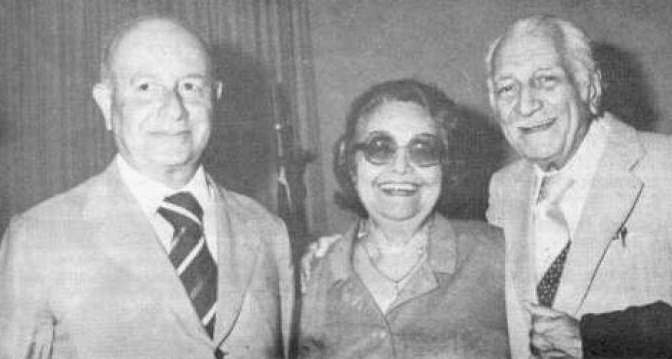
Adonias Filho (à esquerda) com os amigos Rachel de Queiroz (ao centro), e Gilberto Freyre (à direita).

Apoiou o golpe militar de 1964, no qual teve grande influência e importância. Ajudou a libertar muitos intelectuais perseguidos pela repressão nos anos de chumbo, inclusive Jorge Amado. Amigo de Golbery do Couto e Silva, foi cogitado por este para assumir um cargo no seu governo, caso ele fosse nomeado interventor na Guanabara, em 1965, o que não aconteceu. Em 14 de janeiro de 1965, foi eleito para a cadeira 21 da Academia Brasileira de Letras. No mesmo ano, publica o romance O Forte. Foi agraciado com a Ordem do Mérito Militar, no grau de Comendador, no Corpo de Graduados Especiais.

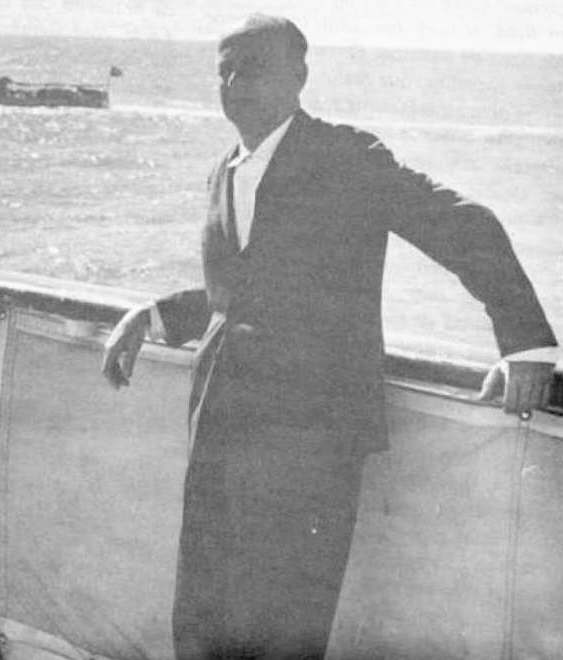
Adonias Filho próximo à costa de Luanda, na África.

No ano de 1966 foi eleito vice-presidente da Associação Brasileira de Imprensa, e, no ano seguinte, participou do II Congresso das Comunidades de Cultura Portuguesa, em Moçambique, na África, como convidado do governo português. Visita os Estados Unidos. É neste ano também que torna-se membro do Conselho Federal de Cultura, sendo reconduzido em 1969, 1971 e 1973. Foi presidente da Associação Brasileira de Imprensa entre 1972 e 1974 e presidente do Conselho Federal de Cultura de 1977 até 1990, ano de sua morte. Idôneo, recusava aos membros de sua família até carona no carro oficial, como, desde o início, não aceitava pedidos de cargos por parentes.
Passando do romance à novela com Léguas da Promissão, recebe o Prêmio Paula Brito, em 1968. Conquista também o Golfinho de Ouro de Literatura, prêmio patrocinado pelo Museu da Imagem e do Som da Guanabara. Com este mesmo trabalho, em 1969, é premiado pela Fundação Educacional do Paraná.
No ano de 1969, publica o livro de ensaios O Romance Brasileiro. Dois anos depois, publica Luanda Beira Bahia, primeiro romance em nossas letras com o cenário caracterizado em três latitudes.
Em 1974, após muitos anos sonhando em comandar o Governo da Bahia, foi indicado para suceder Antônio Carlos Magalhães no cargo. Entretanto, a firme oposição do então governador o impediu, tendo sido preterido por João Durval Carneiro.

Seu primeiro livro para crianças, Notas de Cem, é publicado em 1973. Desde então, nos seus últimos anos, parte importante de sua produção literária foi dedicada às crianças e jovens. Em 1975 lança As Velhas, que é considerado obra-prima pela crítica, e lhe rende o Prêmio Jabuti. Em 1976, publica o ensaio Sul da Bahia: Chão do Cacau. A Civilização Brasileira, em 1978, edita Fora da Pista, novela para o público infantil.

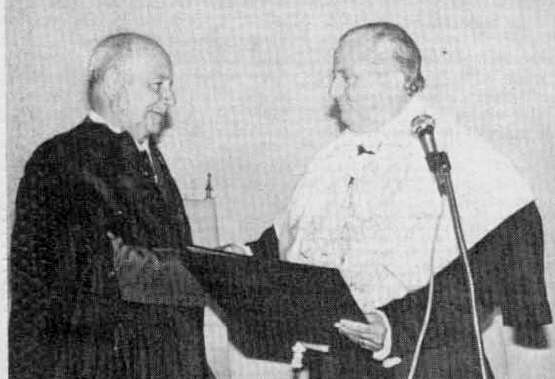
Recebendo o título de "Doutor Honoris Causa" pela UFBA, 1983.

Nesse fim de sua carreira literária, os títulos não literários e/ou de perfil híbrido predominam: Adonias vai despedindo-se da "grande literatura" para cumprir um papel de formador de opinião e produtor de obras paradidáticas. Ele realizava um projeto intervencionista na cultura nacional ao prover publicações para o grande público que evidenciam escolhas axiológicas bem claras: a defesa de um humanismo heroico-trágico, o das figuras isoladas que contribuem para todas e pouco se beneficiam dessa contribuição.
Para comemorar o Centenário de Ilhéus, em 1981, publica o Auto dos Ilhéus e O Largo da Palma, contos e novelas. Em 1983 recebe o título de Doutor Honoris Causa pela Universidade Federal da Bahia, e também publica Noite sem Madrugada, romance policial, com cenas, situações e episódios que acontecem no Rio. Em 1985, é publicado Um Coquinho de Dendê, destinado ao leitor infantil. Publica, em 1987, O Homem de Branco, biografia romanceada de Jean-Henri Dumont, o suíço fundador da Cruz Vermelha. Os Bonecos de Seu Pope (1989), literatura infantil, têm seus direitos autorais definitivamente vendidos em 1990 às Edições de Ouro, para custeio da doença da esposa Rosa Galeano, que vem a falecer.
Com a morte da esposa, em 1990, caiu em grande tristeza, vagando deprimido pela casa-sede de sua fazenda Aliança, em Inema (distrito de Ilhéus). Faleceu em 2 de agosto do mesmo ano, supostamente de amor, não conseguindo suportar a solidão da falta da companheira.
A novela juvenil O Menino e o Cedro foi publicada pela editora FTD, em 1993, em edição póstuma.

## Estilo
Pela concisão, ritmo sincopado, metáforas e transfiguração poética, Adonias Filho é considerado um dos escritores mais originais da literatura brasileira. A realidade da zona cacaueira da Bahia, onde nasceu e cresceu, serviu-lhe para recriar um mundo carregado de simbolismo, quase mítico, nos episódios e nos personagens, recorrendo a imagens e alegorias, apesar de um fundo de realismo no aproveitamento das conquistas da técnica literária moderna. Suas obras revelam influência de William Faulkner, assim como de Fiódor Dostoiévski, James Joyce, Honoré de Balzac, Julien Green, Charles Dickens, Jakob Wassermann, Georges Bernanos e Albert Camus. Teve uma curva ascensional na atividade como ficcionista, aprimorando seu estilo com a experiência de cada publicação.
No centro das obras de Adonias Filho, está uma concepção original da literatura. Ele combatia o que chamava de “tradição antiga da narrativa direta e objetiva de episódios”, “responsável pelo excesso de detalhes e de pormenores inúteis, de movimento lerdo, de focalização paisagística sempre fatigante”. Segundo ele, o romance deve ter três pilares: o conteúdo sociológico, a investigação psicológica e a manifestação metafísica. Longe de apenas relatar os fatos, a ficção deveria descer ao plano interno da ação da personagem, à sua movimentação mental (o solilóquio, o monólogo, o jogo de raciocínio), evidenciando-a na sua “discussão interior” e de acordo com as reações, condutas, estado emocional e a caracterização dos comportamentos individuais. Ao mesmo tempo, era necessário um sentido metafísico, de modo a delinear a decifração apocalíptica da carne, a dramática imersão para atingir as raízes do coração humano e o uso da liberdade. Assim, Adonias era “um analista de almas, de espaços interiores”, concentrando-se na condição do homem enquanto homem, “em seu estado exacerbado de aflição”, o que lhe leva a ser usualmente comparado a Dostoiévski. Isso dá aos seus romances uma “aguda penetração psicológica”, tendo Cyro de Mattos o considerado “um dos maiores intérpretes da natureza humana”.
| “ | Não falemos em Dostoiévski, falemos mesmo em Adonias Filho, que situa num meio rural brasileiro os conflitos eternos da natureza humana. | ” |
|   | — Francisco de Assis Almeida Brasil. |   |

Segundo Assis Brasil, Adonias preocupa-se em não “fotografar uma realidade circunstante e, por isso mesmo, abaixo do plano da criação”, mas dar o destaque ao drama das personagens lutando entre a escuridão dos instintos e a luz da razão. Assim, embora fosse regionalista, a região tinha para ele um sentido diferente de outros autores, pois estava inserida na personalidade individual, e era um universo de paixões, sentimentos e relações profundas, utilizado como recurso para atingir o ser humano. Operava-se desse modo, sondando a alma humana através de uma determinada zona geográfica, a fusão entre a visão do cenário social e a percepção psicológica do homem, como idealizada por ele. Dentro desse contexto, Adonias defendia o que chamava de “provincialismo” e o contato mais profundo com o povo brasileiro. Para ele, os literatos deveriam ser considerados “intérpretes da cultura”, pois através de suas obras a nação buscaria a compreensão de si, como em um espelho.
O ponto culminante e central de toda a sua ficção é a Fatalidade, ou Destino. Seus homens podem ser classificados como dominadores ou fracos: os primeiros seriam os que forjam o Destino, e os segundos aqueles que são vítimas do Destino e obedecem a ele. Apresentando essa temática imersa em “violento sentimento trágico”, no estilo mítico-simbólico próprio às suas obras, estas parecem, segundo Afrânio Coutinho, “antes grandes dramas de conteúdo religioso”. É o criador de um mundo trágico e bárbaro, varrido pela violência e mistério, no qual a linguagem incisiva, cortante, infunde uma atmosfera de pesadelo, violência e sangue. Carlos Ribeiro definiu sua escrita como “um convite ao pesadelo”. Os personagens do autor “se debatem nas garras dos instintos, das paixões animais, numa violência que os faz seres quase subumanos. A vingança, o gosto da morte e do sangue é neles bem a expressão de quanto fazem falta as forças reguladoras da razão e do espírito”, retratando a decadência da alma e do livre-arbítrio em uma transposição artística da sua crítica teológico-política ao “liberal-marxismo” e suas visões sobre a degradação do homem sem Deus.
Adonias Filho defendia que o romancista fosse, à semelhança do artista plástico, metódico e obstinado no aperfeiçoamento técnico, preocupando-se com a forma, o equilíbrio e a proporção. Todos os seus romances são produto de um roteiro preestabelecido e seguido em todos os detalhes, a fim de atingir um equilíbrio de concepção e de realização. Usava frequentemente a técnica cinematográfica, com vários quadros, dispostos cronologicamente de maneira descontínua, abandonando a história de começo, meio e fim. Evitando o tratamento filológico ou a concepção do romance como “captação fonográfica”, Adonias não quis aproveitar uma linguagem vulgar em prejuízo do equilíbrio artístico, inspirando-se em William Shakespeare para, enquanto aprofundava a língua na alma brasileira, não perder o seu lastro lusitano, através de um procedimento meticuloso na escolha de cada palavra. Segundo Afrânio Coutinho, predominam nele “a musicalidade, a densidade, o travamento sintático e um sentenciosismo de sentido profético”.
A escrita foi para Adonias Filho uma forma de intervenção cultural, tendo em mente os grandes valores e a utopia, insuflando ânimo pelas maiores e melhores coisas. Seus romances revelam uma concepção política de defesa dos valores tradicionais e das pequenas comunidades, contra a modernização, o capitalismo e o comunismo.

## Obras
- Renascimento do homem - ensaio (1937)
- Tasso da Silveira e o tema da poesia eterna - ensaio (1940)
- Servos da Morte - romance (1946)
- Memórias de Lázaro - romance (1952)
- Jornal de um escritor (1954)
- Modernos ficcionistas brasileiros - crítica (1958)
- Cornélio Pena - crítica (1960)
- Corpo vivo - romance (1962)
- História da Bahia - ensaio (1963)
- O bloqueio cultural - ensaio (1964)
- Modernos ficcionistas brasileiros, 2ª série - crítica (1965)
- O forte - romance (1965)
- Léguas da promissão - novelas (1968)
- O romance brasileiro de 30 - crítica (1969)
- Luanda Beira Bahia - romance (1971)
- Estradas do Brasil - ensaio (1973)
- Uma nota de cem - literatura infantil (1973)
- As velhas - romance (1975)
- Sul da Bahia: chão de cacau (uma civilização regional) - ensaio (1976)
- Fora da pista - literatura infantil (1978)
- O Largo da Palma - novelas (1981)
- Auto de Ilhéus - teatro (1981)
- O cidadão e o civismo: educação moral e cívica, suas finalidades - organizador (1982)
- Noites sem madrugada - romance (1983)
- O homem de branco - biografia romanceada (1987)
- Os bonecos de Seu Pope - literatura infantil (1989)
- O menino e o cedro - literatura infantil (1993; póstuma)

### Coleção Ediouro
- A vida de Arquímedes, o maior dos sábios da Antiguidade (1970)
- Demóstenes, o leão de Atenas (1970)
- Aristóteles, símbolo da sabedoria humana (1971)
- Cristóvão Colombo, o descobridor (1971)
- Júlio César, o senhor do mundo (1971)
- Napoleão, o filho da Revolução (1971)
- A vida de Joana D'Arc, a donzela de Órleans (1972)
- A vida de Sócrates, o mais sábio dos homens (1972)
- A vida de Ricardo Coração de Leão (1973)
- A vida de Alexandre, o Grande, o vencedor de heróis (1974)
- A vida de Leonardo da Vinci, o homem da Renascença (1975)
- A vida de Miguel Ângelo, o mestre de mestres (1975)
- A vida de Sêneca, contemporâneo de todas as épocas (1975)

## Academia Brasileira de Letras

Adonias Filho (a esq.) toma posse na Academia Brasileira de Letras, 1965

Adonias Filho foi consagrado com o título de imortal pela Academia Brasileira de Letras em 14 de janeiro de 1965. Recebeu em 23 de maio de 1969 a posse da cadeira 21 da Academia Brasileira de Letras pelas mãos do acadêmico Jorge Amado.[carece de fontes?]
É o quinto ocupante da cadeira 21, que tem por patrono Joaquim Serra.[carece de fontes?]

## Prêmios
Adonias Filho conquistou os seguintes prêmios:[carece de fontes?]
- Prêmio Paula Brito de crítica literária (Guanabara, 1968), com o livro "Léguas da promissão";
- Golfinho de Ouro de Literatura (1968);
- Prêmio PEN Clube do Brasil;
- Prêmio da Fundação de Desenvolvimento Educacional do Paraná (FUNDEPAR);
- Prêmio do Instituto Nacional do Livro (1968-1969);
- Prêmio Brasília de Literatura (1973), da Fundação Cultural do Distrito Federal;
- Prêmio Nacional de Literatura (1975), do Instituto Nacional do Livro, na categoria de obra publicada (1974-1975), com o romance As velhas, e Prêmio Jabuti na categoria romance;
- Título de Doutor Honoris Causa pela Universidade Federal da Bahia, em 1983.